# Johnny Frigo
Johnny Frigo (27 de diciembre de 1916-4 de julio de 2007) fue un violinista, bajista y compositor de jazz estadounidense.

## Biografía
Nació en Chicago y estudió violín durante tres años a partir de los siete años. En la secundaria comenzó a tocar el contrabajo en orquestas de baile. En 1942 tocó con la orquesta de Chico Marx e interpretó un número cómico al violín con Marx al piano.  Ingresó a la Guardia Costera de los Estados Unidos durante la Segunda Guerra Mundial y tocó en una banda en la isla Ellis con Al Haig y Kai Winding.
Después de un breve paso por el servicio activo cerca del final de la guerra, se mudó a Nueva Jersey. Realizó una gira con la banda de Jimmy Dorsey de 1945 a 1947, formando más tarde el trío Soft Winds con el guitarrista de Dorsey, Herb Ellis, y el pianista Lou Carter. Durante este tiempo escribió la música y la letra de "Detour Ahead",  que ha sido grabada por Billie Holiday, Sarah Vaughan, Ella Fitzgerald, Bill Evans y Carola. Durante ese tiempo, también escribió la sardónica melodía de swing " I Told Ya I Love Ya, Now Get Out ", que fue grabada por June Christy y la Stan Kenton Orchestra. La vocalista de jazz de Chicago Erin McDougald grabó la canción 50 años después en su álbum The Auburn Collection (2004). 
En 1951, regresó a Chicago, trabajando principalmente como bajista de estudio y arreglista. También dirigió la banda en Mr. Kelly's, un popular local nocturno de Rush Street. Entre 1951 y 1960 tocó violín y novedades con los Sage Riders, la banda de la casa del programa de radio WLS National Barn Dance. Tocó con los Sage Riders durante otros catorce años después de que WGN reviviera el programa en 1961. En ese tiempo trabajó con la vocalista de jazz de Chicago Anita O'Day en grabaciones en vivo y de estudio realizadas en Chicago. Apareció (en el bajo) en la versión en cuarteto de O'Day de "No Soap, No Hope Blues". A Frigo se le atribuye haber tocado el violín en la canción "A Triangle Picture" del álbum Wanted de Mason Proffit, lanzado en 1969 con el sello Happy Tiger.
A mediados de la década de 1980, abandonó en gran medida el bajo para concentrarse en el violín. Después de actuar con Monty Alexander, Ray Brown y Herb Ellis en el Jazz Showcase de Chicago, Alexander lo invitó a unirse al trío para varias fechas en vivo que produjeron Triple Treat II y Triple Treat III (Concord, 1987). Johnny Carson le preguntó a Frigo por qué tardó tanto en iniciar su carrera como violinista. Frigo respondió: "Quiero tomarme el mayor tiempo posible en mi vida para no tener tiempo de convertirme en un antiguo". 
Actuó como violinista de jazz en festivales de todo el mundo, incluido el Festival de Jazz de Umbría y el Festival de Jazz del Mar del Norte. Frigo también fue un poeta y artista publicado y tocaba el fliscorno. Escribió e interpretó la canción de lucha de los Chicago Cubs de 1969 "Hey Hey, Holy Mackerel".

## Muerte
Murió de cáncer en un hospital de Chicago el 4 de julio de 2007, a los 90 años 

## Vida personal
Estuvo casado dos veces y tuvo un hijo con cada esposa. Le sobrevivieron su segunda esposa, la ex Brittney Browne, y un hijo, el baterista de jazz Richard "Rick" Frigo, nacido de su primera esposa, Dorothy Hachmeister. Su otro hijo, Derek John Frigo, hijo de Browne, era el guitarrista principal de la banda de rock Enuff Z'nuff. Derek Frigo murió de una sobredosis de drogas el 28 de mayo de 2004. 

## Discografía

### Como líder
| Título                                        | Fecha de lanzamiento | Notas                        | Sello discográfico |
| --------------------------------------------- | -------------------- | ---------------------------- | ------------------ |
| Jump Presents Johnny Frigo                    | 2009-06-02           | JCD 12-33                    | Jump               |
| Summer Me! Johnny Frigo Live at Battle Ground | 2008-07-24           | 8021                         | Log Cabin          |
| Johnny Frigo's DNA Exposed!                   | 2002-02-05           | 19258                        | Arbors             |
| Live at the Floating Jazz Festival            | 1999-08-24           | 358                          | Chiaroscuro        |
| Debut of a Legend                             | 1994-01-01           | JD119                        | Chesky             |
| Live from Studio A in New York City           | 1988-11-16           | CD: JD001 SACD: SACD264      | Chesky             |
| I Love John Frigo...He Swings                 | 1957-12-12           | LP: MG20285 CD: Verve 145602 | Mercury            |

### Como acompañante
| Título                                           | Fecha de lanzamiento | Artista                             | Sello discográfico |
| ------------------------------------------------ | -------------------- | ----------------------------------- | ------------------ |
| Solitaire Miles                                  | 2006-01-01           | Solitaire Miles                     | Seraphic           |
| Quiet Village: The Exotic Sounds of Martin Denny | 2006-11-21           | Martin Denny                        | Rev-Ola            |
| Out of Nowhere                                   | 2006-01-01           | Harold Fethe                        | Southport          |
| Blue Suede Shoes                                 | 2006-02-28           | Pee Wee King                        | Bear Family        |
| Comes Love                                       | 2005-06              | Elaine Dame                         | Blujazz            |
| Simply...With Spirit                             | 2005-05-10           | Hanna Richardson & Phil Flanigan    | Arbors             |
| Barn Dance Favorites                             | 2004-09-08           | Pine Valley Cosmonauts              | Bloodshot          |
| Strange Weather                                  | 2004-05-04           | Jack Donahue                        | PS Classics        |
| Multitude of Stars                               | 2004-06-08           | Statesmen of Jazz                   | Arbors             |
| Hot Club of 52nd Street                          | 2004-05-25           | Bucky Pizzarelli & Howard Alden     | Chesky             |
| Singin' Our Mind/Reflectin                       | 2004-05-25           | Chad Mitchell Trio                  | Collectors' Choice |
| The Slightly Irreverent/Typical American Boys    | 2003-10-07           | Chad Mitchell Trio                  | Collectors' Choice |
| Legends                                          | 2003-07-01           | Skitch Henderson & Bucky Pizzarelli | Arbors             |
| Delicate Hour                                    | 2003-01-07           | Patty Morabito                      | Lml Music          |
| Pentimento                                       | 2002-06-04           | Jessica Molaskey                    | PS Classics        |
| Triple Scoop                                     | 2002-03-26           | Monty Alexander                     | Concord            |
| Romance Language                                 | 2002-02-14           | Claudia Hommel                      | Maison Clobert     |
| Title                                            | 2001-03-27           | Buddy Greco                         | Polygram           |
| RCA Country Legends                              | 2001-09-25           | Skeeter Davis                       | Buddah             |
| Hoagy on My Mind                                 | 2001-07-17           | Phillip Officer                     | Jerome             |
| Now and Then                                     | 2001-01-01           | Claiborne Cary                      | Original cast      |
| Time, Seasons and the Moon                       | 2000-09-19           | Linda Tate                          | Southport          |
| Little Things We Do Together                     | 2000-01-01           | Anne Pringle & Mark Burnell         | Spectrum           |
| Round About                                      | 1999-02-09           | Audrey Morris                       | Fancy Faire        |
| Royal Street                                     | 1997                 | Raul Reynoso                        |                    |
| Blame It On My Youth                             | 1991                 | Holly Cole                          | Capitol Records    |
| Love Words                                       | 1958                 | Ken Nordine                         | Dot                |